# ياكوف إرليخ
جاكوف إرليخ (بالروسية: Яков Эрлих)‏ (3 يونيو 1988 في روسيا - ) هو لاعب كرة قدم روسي في مركز الهجوم. لعب مع دينامو بارنول ونادي روتور فولغوغراد ونادي روستوف وسوكول ساراتوف ‏ وFC Gubkin ‏ وFC Amur-2010 Blagoveshchensk ‏ وسخالين يوجنو ساخالينسك ‏ وFC Metallurg Lipetsk ‏ وFC Volgograd ‏ وFC Mostovik-Primorye Ussuriysk ‏.

## وصلات خارجية
- جاكوف إرليخ على موقع قاعدة بيانات كرة القدم.إي يو (الإنجليزية)